# NGC 2408
NGC 2408 – grupa gwiazd znajdująca się w gwiazdozbiorze Żyrafy, prawdopodobnie gromada otwarta. Odkrył ją John Herschel w styczniu 1830 roku. Znajduje się w odległości ok. 3,7 tys. lat świetlnych od Słońca oraz 30,8 tys. lat świetlnych od centrum Galaktyki.